# Коломоец, Сергей Иванович
Коломоец Сергей Иванович (16 октября 1929, Черниговская область — 7 июля 1992, Кривой Рог, Днепропетровская область) — советский строитель. Заслуженный строитель УССР (1975), лауреат Премии Совета Министров СССР.

## Биография
Родился 16 октября 1929 года на территории нынешней Черниговской области.
В 1955 году окончил Киевский инженерно-строительный институт.
В 1955—1958 годах — старший прораб на стройках Харькова.
С 1958 года в городе Кривой Рог. В 1958—1968 годах — старший прораб, главный инженер, начальник строительного управления № 2, начальник технического отдела, заместитель управляющего трестом «Криворожаглострой». В 1968—1987 годах — заместитель начальника комбината «Кривбасстрой». В 1987—1992 годах — заместитель начальника «Главкривбасстрой» комбината «Кривбасстрой».
Умелый организатор производства, руководил строительством важных промышленных объектов.
Умер 7 июля 1992 года в городе Кривой Рог.

## Награды
- Заслуженный строитель УССР (1975);
- Премия Совета Министров СССР;
- Орден Трудового Красного Знамени.